# Wettinia longipetala
Wettinia longipetala là loài thực vật có hoa thuộc họ Arecaceae. Loài này được A.H.Gentry miêu tả khoa học đầu tiên năm 1986.